# 橘红色
橘红色，是一种介于橘色和紅色之间的颜色，类似于柑橘加蘋果的颜色。
橘红色也是登地联（Dundee United F.C.，一支苏格兰足球队）和黑池足球會（Blackpool，英格兰足球队）的颜色。
还有一种叫橘色的黄色，类似于校车橙黄。

## 参見
- 颜色列表